# Bocca di Forlì
La Bocca di Forlì (o Passo di Rionero) es un Puerto de montaña (891 m) de los Apeninos que constituye convencionalmente el límite entre los Apeninos centrales y los meridionales. Constituye la divisoria de aguas entre el valle del Volturno  y el del Sangro. En este punto comienzan los Apeninos samnitas.
Se encuentra en el límite entre la regiones italianas de Molise y Abruzos en los municipios de Rionero Sannitico (IS) y Castel di Sangro (AQ).